# Trioxys ademuzi
Trioxys ademuzi är en stekelart som beskrevs av Michelena och Sanchis 1994. Trioxys ademuzi ingår i släktet Trioxys och familjen bracksteklar. Inga underarter finns listade i Catalogue of Life.